# A-Schule
A-Schule – to dwie duże szkoły szpiegowskie prowadzone przez SS podczas II wojny światowej: A-Schule West (Szkoła Zachód) w pobliżu Hagi w Holandii i Schule Ost (Szkoła Wschód) w Belgradzie w Jugosławii. Szkoła A-Schule West została założona jesienią 1942 roku i była prowadzona przez holenderską SS Koos Sprey w rezydencji Catshuis - Sorghvliet Park. Ze szkołą kontakty utrzymywał Otto Skorzeny, a szkolił się tam np.
Fawzi el-Kutub.
Szpiegów nauczano tam elementów rzemiosła wywiadowczego, m.in.: kodu Morse'a, obsługi radia, zakładania ładunków wybuchowych, jazdy motocyklem, posługiwania się bronią, strzelania z wszelkiego typu pistoletów z obu rąk na wypadek zranienia. Szkolenie, w zależności od charakteru zajęć, jakie miał wykonywać przyszły agent, prowadzone było w niewielkich, pięcio- lub sześcioosobowych grupach. Podobnie jak w innych placówkach edukacyjnych III Rzeszy, duży nacisk kładziono na wychowanie fizyczne oraz nazistowską indoktrynację polityczną.
Pobyt słuchaczy w A-Schule (której teren mogli opuszczać wyłącznie w asyście członków personelu szkoły) trwał od kilku tygodni do kilku miesięcy. Podczas II wojny światowej działało tam też kilka innych szkół szpiegowskich o mniejszym znaczeniu, po ukończeniu których ich przeszkoleni funkcjonariusze, agenci itp. trafiali do pracy w Głównym Urzędzie Bezpieczeństwa Rzeszy i podległych jej organach: Tajnej Policji Politycznej Gestapo, wywiadzie, kontrwywiadzie i służbie bezpieczeństwa SS, czyli Sicherheitsdienst (SD).